# Ilyarachna pervica
Ilyarachna pervica là một loài chân đều trong họ Munnopsidae. Loài này được Menzies & George miêu tả khoa học năm 1972.